# Okręg wyborczy województwo poznańskie do Senatu Rzeczypospolitej Polskiej (1989–2001)
Okręg wyborczy województwo poznańskie (1989–2001) do Senatu Rzeczypospolitej Polskiej obejmował w latach 1989–2001 obszar województwa poznańskiego. Wybierano w nim 2 senatorów, przy czym w latach 1989–1991 obowiązywała zasada większości bezwzględnej, zaś w latach 1991–2001 większości względnej.
Powstał w 1989 wraz z przywróceniem instytucji Senatu. Zniesiony został w 2001, na jego obszarze utworzono nowe okręgi nr 35, 36, 37 i 38.
Siedzibą okręgowej komisji wyborczej był Poznań.

## Reprezentanci okręgu
| Rok  | Senator komitet wyborczy                         | Senator komitet wyborczy                                                  | Senator komitet wyborczy                         | Senator komitet wyborczy                         |
| ---- | ------------------------------------------------ | ------------------------------------------------------------------------- | ------------------------------------------------ | ------------------------------------------------ |
| 1989 |                                                  | Ryszard Ganowicz                                                          |                                                  | Janusz Ziółkowski                                |
| 1991 |                                                  | Wojciech Kruk Kongres Liberalno-Demokratyczny (1991) Unia Wolności (1997) |                                                  | Konstanty Tukałło Unia Demokratyczna             |
| 1993 |                                                  | Wojciech Kruk Kongres Liberalno-Demokratyczny (1991) Unia Wolności (1997) | Aleksander Gawronik KW Aleksandra Gawronika      |                                                  |
| 1997 |                                                  | Wojciech Kruk Kongres Liberalno-Demokratyczny (1991) Unia Wolności (1997) |                                                  | Jerzy Smorawiński Polskie Stronnictwo Ludowe     |
| 2001 | okręg zniesiony, patrz okręgi nr 35, 36, 37 i 38 | okręg zniesiony, patrz okręgi nr 35, 36, 37 i 38                          | okręg zniesiony, patrz okręgi nr 35, 36, 37 i 38 | okręg zniesiony, patrz okręgi nr 35, 36, 37 i 38 |

## Wyniki wyborów
Symbolem „●” oznaczono senatorów ubiegających się o reelekcję.

### Wybory parlamentarne 1989
| Kandydat                                                          | Głosów  | %     |
| ----------------------------------------------------------------- | ------- | ----- |
| Ryszard Ganowicz                                                  | 386 615 | 68,35 |
| Janusz Ziółkowski                                                 | 378 201 | 66,86 |
| Marian Król                                                       | 142 990 | 25,28 |
| Jan Kołodziejczak                                                 | 89 028  | 15,74 |
| Antoni Odzimek                                                    | 21 336  | 3,77  |
| Lucjan Zawartowski                                                | 19 650  | 3,47  |
| Liczba głosów ważnych: 565 641 Źródło: Państwowa Komisja Wyborcza |         |       |

### Wybory parlamentarne 1991
| Kandydat                                              | Kandydat               | Komitet wyborczy                                     | Głosów  |
| ----------------------------------------------------- | ---------------------- | ---------------------------------------------------- | ------- |
|                                                       | Wojciech Kruk          | Kongres Liberalno-Demokratyczny                      | 117 397 |
|                                                       | Konstanty Tukałło      | Unia Demokratyczna                                   | 95 199  |
|                                                       | Olgierd Baehr          | Wyborcza Akcja Katolicka                             | 72 443  |
|                                                       | Roman Hauser           | Niezależny Samorządny Związek Zawodowy „Solidarność” | 65 336  |
|                                                       | Władysław Rozwadowski  | Partia Chrześcijańskich Demokratów                   | 60 141  |
|                                                       | Krystyna Laskowicz     | Niezależny Samorządny Związek Zawodowy „Solidarność” | 53 665  |
|                                                       | Włodzimierz Kłopocki   | Sojusz Lewicy Demokratycznej                         | 51 901  |
|                                                       | Włodzimierz Minikowski | Sojusz Lewicy Demokratycznej                         | 50 798  |
|                                                       | Bolesław Sękowski      | Konfederacja Polski Niepodległej                     | 50 456  |
|                                                       | Roman Kozal            | KW Izby Rzemieślniczej                               | 40 746  |
|                                                       | Bernard Perlak         | Wielkopolsce i Polsce                                | 39 681  |
|                                                       | Stanisław Wiśniewski   | Porozumienie Ludowe                                  | 32 717  |
|                                                       | Ryszard Siwecki        | Polskie Stronnictwo Ludowe Sojusz Programowy         | 32 004  |
|                                                       | Kornel Novak           | Stronnictwo Demokratyczne                            | 16 754  |
|                                                       | Józef Skibski          | Stronnictwo Demokratyczne                            | 15 708  |
|                                                       | Lesław Runge           | Koalicja Republikańska                               | 5067    |
| Frekwencja: 47,70% Źródło: Państwowa Komisja Wyborcza |                        |                                                      |         |

### Wybory parlamentarne 1993
| Kandydat                                              | Kandydat                | Komitet wyborczy                                     | Głosów  |
| ----------------------------------------------------- | ----------------------- | ---------------------------------------------------- | ------- |
|                                                       | Aleksander Gawronik     | KW Aleksandra Gawronika                              | 122 645 |
|                                                       | Wojciech Kruk●          | Kongres Liberalno-Demokratyczny                      | 117 784 |
|                                                       | Jerzy Smorawiński       | Polskie Stronnictwo Ludowe                           | 114 449 |
|                                                       | Tadeusz Pisarski        | Sojusz Lewicy Demokratycznej                         | 110 510 |
|                                                       | Aleksander Ratajczak    | Unia Pracy                                           | 93 509  |
|                                                       | Konstanty Tukałło●      | Unia Demokratyczna                                   | 84 660  |
|                                                       | Janusz Pałubicki        | Niezależny Samorządny Związek Zawodowy „Solidarność” | 68 501  |
|                                                       | Roman Andrzejewski      | Bezpartyjny Blok Wspierania Reform                   | 55 271  |
|                                                       | Czesław Błaszak         | Katolicki Komitet Wyborczy „Ojczyzna”                | 52 179  |
|                                                       | Ludwik Ratajczak        | Polskie Stronnictwo Ludowe                           | 49 102  |
|                                                       | Stanisław Wojciechowski | Samoobrona – Leppera                                 | 39 753  |
|                                                       | Edmund Dygulski         | Samoobrona – Leppera                                 | 28 878  |
|                                                       | Maciej Garstecki        | Konfederacja Polski Niepodległej                     | 26 995  |
|                                                       | Krystyna Stachowska     | Stronnictwo Demokratyczne                            | 17 384  |
|                                                       | Andrzej Ryżyński        | NOT Stowarzyszenia Techniczne                        | 17 292  |
| Frekwencja: 59,27% Źródło: Państwowa Komisja Wyborcza |                         |                                                      |         |

### Wybory parlamentarne 1997
| Kandydat                                              | Kandydat              | Komitet wyborczy                    | Głosów  |
| ----------------------------------------------------- | --------------------- | ----------------------------------- | ------- |
|                                                       | Wojciech Kruk●        | Unia Wolności                       | 140 951 |
|                                                       | Jerzy Smorawiński     | Polskie Stronnictwo Ludowe          | 137 424 |
|                                                       | Władysław Rozwadowski | Akcja Wyborcza Solidarność          | 135 216 |
|                                                       | Sławój Kucharski      | Sojusz Lewicy Demokratycznej        | 124 757 |
|                                                       | Wojciech Kornowski    | KW Wojciecha Kornowskiego           | 89 603  |
|                                                       | Jacek Łuczak          | KW Jacka Łuczaka                    | 69 314  |
|                                                       | Maciej Frankiewicz    | Ruch Odbudowy Polski                | 58 283  |
|                                                       | Aleksander Gawronik●  | KW Aleksandra Gawronika             | 46 143  |
|                                                       | Bartłomiej Butlewski  | Krajowa Partia Emerytów i Rencistów | 36 229  |
|                                                       | Ewa Waszak            | Unia Prawicy Rzeczypospolitej       | 30 521  |
|                                                       | Kazimierz Wójcicki    | Krajowa Partia Emerytów i Rencistów | 28 722  |
|                                                       | Marek Pochylski       | KW Marka Pochylskiego               | 17 004  |
|                                                       | Leszek Zimny          | KW Leszka Zimnego                   | 4270    |
| Frekwencja: 53,31% Źródło: Państwowa Komisja Wyborcza |                       |                                     |         |